# The Ghost Overground
The Ghost Overground è un EP pubblicato dai Jack's Mannequin il 5 agosto 2008 con la Sire Records, uscito come esclusiva di iTunes Store. Esso contiene due canzoni dell'album The Glass Passenger (30 settembre 2008) e due tracce live tratte dal loro album di debutto, Everything in Transit. Il titolo "The ghost overground" è tratto da un verso della canzone "Crashin", contenuta nel nuovo album. Dopo la pubblicazione dell'EP, la traccia "The Resolution" ha raggiunto la numero 1 nella classifica Billboard "Hot Singles Sales", la numero 104 sulla Billboard Hot 100 e la numero 27 sulla Billboard Modern Rock Tracks.

## Tracce
1. "The Resolution" - 3:06
2. "Bloodshot" - 3:54
3. "Holiday from Real" (live dal SIR) - 3:48
4. "Kill the Messenger" (live dal Rock Xentral) - 3:31